# Billions/Episodenliste
Diese Episodenliste enthält alle Episoden der US-amerikanischen Dramaserie Billions, sortiert nach der US-amerikanischen Erstausstrahlung. Die Fernsehserie umfasst insgesamt sieben Staffeln mit 84 Episoden.

## Übersicht
| Staffel | Episodenanzahl | Episodenanzahl | Erstausstrahlung USA | Erstausstrahlung USA | Deutschsprachige Erstausstrahlung | Deutschsprachige Erstausstrahlung |
| Staffel | Episodenanzahl | Episodenanzahl | Staffelpremiere      | Staffelfinale        | Staffelpremiere                   | Staffelfinale                     |
| ------- | -------------- | -------------- | -------------------- | -------------------- | --------------------------------- | --------------------------------- |
| 1       | 12             | 12             | 17. Januar 2016      | 10. April 2016       | 25. April 2016                    | 11. Juli 2016                     |
| 2       | 12             | 12             | 19. Februar 2017     | 7. Mai 2017          | 20. Februar 2017                  | 8. Mai 2017                       |
| 3       | 12             | 12             | 25. März 2018        | 10. Juni 2018        | 26. März 2018                     | 11. Juni 2018                     |
| 4       | 12             | 12             | 17. März 2019        | 9. Juni 2019         | 29. Mai 2019                      | 3. Juli 2019                      |
| 5       | 12             | 7              | 3. Mai 2020          | 14. Juni 2020        | 30. September 2020                | 21. Oktober 2020                  |
| 5       | 12             | 5              | 5. September 2021    | 3. Oktober 2021      | 13. November 2021                 | 13. November 2021                 |
| 6       | 12             | 12             | 23. Januar 2022      | 12. April 2022       | 6. April 2022                     | 11. Mai 2022                      |
| 7       | 12             | 12             | 13. August 2023      | 29. Oktober 2023     | 12. August 2023                   | 28. Oktober 2023                  |

## Staffel 1
Die Erstausstrahlung der ersten Staffel war vom 17. Januar bis zum 10. April 2016 auf dem US-amerikanischen Kabelsender Showtime zu sehen. Die deutschsprachige Erstausstrahlung sendete der Pay-TV-Sender Sky Atlantic HD vom 25. April bis zum 11. Juli 2016.
| Nr. (ges.) | Nr. (St.) | Deutscher Titel           | Originaltitel             | Erstausstrahlung USA | Deutschsprachige Erstausstrahlung (D) | Regie                   | Drehbuch                                           | Zuschauer (USA) |
| ---------- | --------- | ------------------------- | ------------------------- | -------------------- | ------------------------------------- | ----------------------- | -------------------------------------------------- | --------------- |
| 1          | 1         | Pilot                     | Pilot                     | 17. Jan. 2016        | 25. Apr. 2016                         | Neil Burger             | Brian Koppelman, David Levien & Andrew Ross Sorkin | 1,439 Mio.      |
| 2          | 2         | Namen an der Wand         | Naming Rights             | 24. Jan. 2016        | 2. Mai 2016                           | Neil Burger             | Brian Koppelman & David Levien                     | 0,950 Mio.      |
| 3          | 3         | Wahre Liebe?              | YumTime                   | 31. Jan. 2016        | 9. Mai 2016                           | Scott Hornbacher        | Willie Reale                                       | 1,282 Mio.      |
| 4          | 4         | Heavy Metal               | Short Squeeze             | 7. Feb. 2016         | 16. Mai 2016                          | James Foley             | Young Il Kim                                       | 0,851 Mio.      |
| 5          | 5         | Die Spur nach Iowa        | The Good Life             | 14. Feb. 2016        | 23. Mai 2016                          | Neil LaBute             | Heidi Schreck                                      | 1,010 Mio.      |
| 6          | 6         | Grabenkrieg               | The Deal                  | 21. Feb. 2016        | 30. Mai 2016                          | James Foley             | Wes Jones                                          | 1,172 Mio.      |
| 7          | 7         | Der Eiertanz              | The Punch                 | 6. März 2016         | 6. Juni 2016                          | Stephen Gyllenhaal      | Brian Koppelman & David Levien                     | 1,051 Mio.      |
| 8          | 8         | Die Bombe platzt          | Boasts and Rails          | 13. März 2016        | 13. Juni 2016                         | John Dahl               | Wes Jones                                          | 1,093 Mio.      |
| 9          | 9         | Wo zum Teufel ist Donnie? | Where the Fuck is Donnie? | 20. März 2016        | 20. Juni 2016                         | Susanna White           | Peter Blake                                        | 1,127 Mio.      |
| 10         | 10        | Schach im Herbst          | Quality of Life           | 27. März 2016        | 27. Juni 2016                         | Karyn Kusama            | Willie Reale                                       | 1,103 Mio.      |
| 11         | 11        | Das Massaker              | Magical Thinking          | 3. Apr. 2016         | 4. Juli 2016                          | Anna Boden & Ryan Fleck | Wes Jones Idee: Wes Jones & Heidi Schreck          | 1,080 Mio.      |
| 12         | 12        | Nichts zu verlieren       | The Conversation          | 10. Apr. 2016        | 11. Juli 2016                         | Michael Cuesta          | Brian Koppelman & David Levien                     | 1,013 Mio.      |

## Staffel 2
Die Erstausstrahlung der zweiten Staffel war vom 19. Februar bis zum 7. Mai 2017 auf dem US-amerikanischen Kabelsender Showtime zu sehen. Die deutschsprachige Erstausstrahlung sendete der Pay-TV-Sender Sky Atlantic HD vom 20. Februar bis zum 8. Mai 2017.
| Nr. (ges.) | Nr. (St.) | Deutscher Titel           | Originaltitel        | Erstausstrahlung USA | Deutschsprachige Erstausstrahlung (D) | Regie                   | Drehbuch                                                                                 | Zuschauer (USA) |
| ---------- | --------- | ------------------------- | -------------------- | -------------------- | ------------------------------------- | ----------------------- | ---------------------------------------------------------------------------------------- | --------------- |
| 13         | 1         | Giftiges Geld             | Risk Management      | 19. Feb. 2017        | 20. Feb. 2017                         | Reed Morano             | Brian Koppelman & David Levien                                                           | 0,753 Mio.      |
| 14         | 2         | In letzter Minute         | Dead Cat Bounce      | 23. Feb. 2017        | 27. Feb. 2017                         | Anna Boden & Ryan Fleck | Wes Jones                                                                                | 0,512 Mio.      |
| 15         | 3         | All In                    | Optimal Play         | 5. März 2017         | 6. März 2017                          | Alex Gibney             | Willie Reale                                                                             | 0,851 Mio.      |
| 16         | 4         | Nur ein Raubritter        | The Oath             | 12. März 2017        | 13. März 2017                         | Noah Emmerich           | Adam R. Perlman                                                                          | 0,981 Mio.      |
| 17         | 5         | Wie das Spiel läuft       | Currency             | 19. März 2017        | 20. März 2017                         | Steph Green             | Brian Chamberlayne                                                                       | 0,857 Mio.      |
| 18         | 6         | Die Gunst des Augenblicks | Indian Four          | 26. März 2017        | 27. März 2017                         | Adam Arkin              | Alice O’Neill                                                                            | 0,922 Mio.      |
| 19         | 7         | Kanonenfutter             | Victory Lap          | 2. Apr. 2017         | 3. Apr. 2017                          | John Singleton          | Brian Koppelman, David Levien & Alice O’Neill                                            | 0,903 Mio.      |
| 20         | 8         | Der Königsmacher          | The Kingmaker        | 9. Apr. 2017         | 10. Apr. 2017                         | Oliver Hirschbiegel     | Adam R. Perlman                                                                          | 1,029 Mio.      |
| 21         | 9         | Sic Transit Imperium      | Sic Transit Imperium | 16. Apr. 2017        | 17. Apr. 2017                         | Colin Bucksey           | Wes Jones                                                                                | 0,847 Mio.      |
| 22         | 10        | Willkommen zu Hause       | With or Without You  | 23. Apr. 2017        | 24. Apr. 2017                         | Ed Bianchi              | Willie Reale                                                                             | 0,912 Mio.      |
| 23         | 11        | Pizza mit Kaviar          | Golden Frog Time     | 30. Apr. 2017        | 1. Mai 2017                           | Karyn Kusama            | Brian Koppelman & David Levien Idee : Brian Koppelman, David Levien & Brian Chamberlayne | 0,974 Mio.      |
| 24         | 12        | Am Abgrund                | Ball in Hand         | 7. Mai 2017          | 8. Mai 2017                           | Ryan Fleck & Anna Boden | Brian Koppelman & David Levien & Adam R. Perlman                                         | 1,019 Mio.      |

## Staffel 3
Die Erstausstrahlung der dritten Staffel war vom 25. März bis zum 10. Juni 2018 auf dem US-amerikanischen Kabelsender Showtime zu sehen. Die deutschsprachige Erstausstrahlung sendete der Pay-TV-Sender Sky Atlantic HD vom 26. März bis zum 11. Juni 2018.
| Nr. (ges.) | Nr. (St.) | Deutscher Titel            | Originaltitel            | Erstausstrahlung USA | Deutschsprachige Erstausstrahlung (D) | Regie          | Drehbuch                                                           | Zuschauer (USA) |
| ---------- | --------- | -------------------------- | ------------------------ | -------------------- | ------------------------------------- | -------------- | ------------------------------------------------------------------ | --------------- |
| 25         | 1         | Die Ritter der Tafelrunde  | Tie Goes to the Runner   | 25. März 2018        | 26. März 2018                         | Colin Bucksey  | Brian Koppelman & David Levien                                     | 0,928 Mio.      |
| 26         | 2         | Die falsche Maria Gonzalez | The Wrong Maria Gonzalez | 1. Apr. 2018         | 2. Apr. 2018                          | Noah Emmerich  | Adam R. Perlman                                                    | 0,839 Mio.      |
| 27         | 3         | Verwaiste Milliarden       | A Generation Too Late    | 8. Apr. 2018         | 9. Apr. 2018                          | Colin Bucksey  | Wes Taylor                                                         | 0,849 Mio.      |
| 28         | 4         | Ein Grab in Manhattan      | Hell of a Ride           | 15. Apr. 2018        | 16. Apr. 2018                         | John Dahl      | Randall Green                                                      | 0,722 Mio.      |
| 29         | 5         | Einer von uns              | Flaw in the Death Star   | 22. Apr. 2018        | 23. Apr. 2018                         | Matt Shakman   | Willie Reale & Adam R. Perlman                                     | 0,874 Mio.      |
| 30         | 6         | Der dritte Ortolan         | The Third Ortolan        | 29. Apr. 2018        | 30. Apr. 2018                         | John Dahl      | Alice O’Neill                                                      | 0,773 Mio.      |
| 31         | 7         | Irgendwer muss büßen       | Not You, Mr. Dake        | 6. Mai 2018          | 7. Mai 2018                           | Michael Morris | Brian Koppelman & David Levien                                     | 0,984 Mio.      |
| 32         | 8         | Wir haben alle Narben      | All the Wilburys         | 13. Mai 2018         | 14. Mai 2018                          | Mike Binder    | Brian Koppelman & David Levien Idee: Randall Green & Alice O’Neill | 0,965 Mio.      |
| 33         | 9         | Der sibirische Braunbär    | Icebreaker               | 20. Mai 2018         | 21. Mai 2018                          | Stacie Passon  | Adam R. Perlman & Willie Reale                                     | 0,952 Mio.      |
| 34         | 10        | Männer mit Müttern         | Redemption               | 27. Mai 2018         | 28. Mai 2018                          | Jake Polonsky  | Brian Koppelman & David Levien & Matt Fennell                      | 0,775 Mio.      |
| 35         | 11        | Die Geldspur               | Kompenso                 | 3. Juni 2018         | 4. Juni 2018                          | Jessica Yu     | Adam R. Perlman                                                    | 0,900 Mio.      |
| 36         | 12        | Der Atem des Tigers        | Elmsley Count            | 10. Juni 2018        | 11. Juni 2018                         | Colin Bucksey  | Brian Koppelman & David Levien                                     | 0,938 Mio.      |

## Staffel 4
Die Erstausstrahlung der vierten Staffel war vom 17. März bis zum 9. Juni 2019 auf dem US-amerikanischen Kabelsender Showtime zu sehen. Die deutschsprachige Erstausstrahlung sendete der Pay-TV-Sender Sky Atlantic HD vom 29. Mai bis zum 3. Juli 2019.
| Nr. (ges.) | Nr. (St.) | Deutscher Titel            | Originaltitel                  | Erstausstrahlung USA | Deutschsprachige Erstausstrahlung (D) | Regie           | Drehbuch                        | Zuschauer (USA) |
| ---------- | --------- | -------------------------- | ------------------------------ | -------------------- | ------------------------------------- | --------------- | ------------------------------- | --------------- |
| 37         | 1         | Das Karussell der Gefallen | Chucky Rhoades’s Greatest Game | 17. März 2019        | 29. Mai 2019                          | Colin Bucksey   | Brian Koppelman & David Levien  | 0,843 Mio.      |
| 38         | 2         | Erregungsmuster            | Arousal Template               | 24. März 2019        | 29. Mai 2019                          | Adam Bernstein  | Adam R. Perlman                 | 0,790 Mio.      |
| 39         | 3         | Chickentown                | Chickentown                    | 31. März 2019        | 5. Juni 2019                          | Neil Burger     | Lenore Zion                     | 0,824 Mio.      |
| 40         | 4         | Das Overton-Fenster        | Overton Window                 | 7. Apr. 2019         | 5. Juni 2019                          | Clement Virgo   | Brian Koppelman & David Levien  | 0,886 Mio.      |
| 41         | 5         | Ein gebührender Abschied   | A Proper Sendoff               | 14. Apr. 2019        | 12. Juni 2019                         | Matthew McLoota | Michael Russell Gunn            | 0,751 Mio.      |
| 42         | 6         | Die maximale Tiefe         | Maximum Recreational Depth     | 21. Apr. 2019        | 12. Juni 2019                         | Jessica Yu      | Adam R. Perlman                 | 0,680 Mio.      |
| 43         | 7         | Spiel ohne Grenzen         | Infinite Game                  | 28. Apr. 2019        | 19. Juni 2019                         | Laurie Collyer  | Brian Koppelman & David Levien  | 0,741 Mio.      |
| 44         | 8         | Fight Night                | Fight Night                    | 5. Mai 2019          | 19. Juni 2019                         | Colin Bucksey   | Alice O’Neill Idee: Lenore Zion | 0,761 Mio.      |
| 45         | 9         | American Champion          | American Champion              | 12. Mai 2019         | 26. Juni 2019                         | Naomi Geraghty  | Adam R. Perlman                 | 0,678 Mio.      |
| 46         | 10        | Neujahr                    | New Year’s Day                 | 26. Mai 2019         | 26. Juni 2019                         | Adam Bernstein  | Brian Koppelman & David Levien  | 0,729 Mio.      |
| 47         | 11        | Karten auf den Tisch       | Lamster                        | 2. Juni 2019         | 3. Juli 2019                          | Matthew McLoota | Adam R. Perlman                 | 0,782 Mio.      |
| 48         | 12        | Wer ist der Idiot?         | Extreme Sandbox                | 9. Juni 2019         | 3. Juli 2019                          | Colin Bucksey   | Brian Koppelman & David Levien  | 0,793 Mio.      |

## Staffel 5
Die Erstausstrahlung der fünften Staffel begann am 3. Mai 2020 auf dem US-amerikanischen Kabelsender Showtime. Aufgrund der COVID-19-Pandemie musste die Produktion und damit auch die Ausstrahlung der Staffel nach der siebten Episode unterbrochen werden. Die restlichen fünf Episoden wurden 2021 ausgestrahlt. Die deutschsprachige Erstausstrahlung hat am 30. September 2020 auf Sky Atlantic HD begonnen. Nach der Unterbrechung durch die COVID-19-Pandemie wurden die restlichen fünf Folgen erstmals am 13. November 2021 in deutschsprachiger Fassung via Sky Ticket veröffentlicht.
| Nr. (ges.) | Nr. (St.) | Deutscher Titel              | Originaltitel       | Erstausstrahlung USA | Deutschsprachige Erstausstrahlung (D) | Regie           | Drehbuch                                                             | Zuschauer (USA) |
| ---------- | --------- | ---------------------------- | ------------------- | -------------------- | ------------------------------------- | --------------- | -------------------------------------------------------------------- | --------------- |
| 49         | 1         | Die neuen Decas              | The New Decas       | 3. Mai 2020          | 30. Sept. 2020                        | Matthew McLoota | Brian Koppelman & David Levien                                       | 0,610 Mio.      |
| 50         | 2         | Der Chris-Rock-Test          | The Chris Rock Test | 10. Mai 2020         | 30. Sept. 2020                        | Lee Tamahori    | Adam R. Perlman                                                      | 0,633 Mio.      |
| 51         | 3         | Betteln, Bestechen, Bedrohen | Beg, Bribe, Bully   | 17. Mai 2020         | 7. Okt. 2020                          | John Dahl       | Ben Mezrich                                                          | 0,568 Mio.      |
| 52         | 4         | Opportunity Zone             | Opportunity Zone    | 24. Mai 2020         | 7. Okt. 2020                          | Laurie Collyer  | Brian Koppelman & David Levien & Emily Hornsby                       | 0,625 Mio.      |
| 53         | 5         | Der Pakt                     | Contract            | 31. Mai 2020         | 14. Okt. 2020                         | Adam Bernstein  | Theo Travers                                                         | 0,519 Mio.      |
| 54         | 6         | Das Nordische Modell         | The Nordic Model    | 7. Juni 2020         | 14. Okt. 2020                         | Shaz Bennett    | Adam R. Perlman & Eli Attie Idee: Adam R. Perlman & Stephanie Mickus | 0,647 Mio.      |
| 55         | 7         | Scheiß ohne Limit            | The Limitless Shit  | 14. Juni 2020        | 21. Okt. 2020                         | David Costabile | Brian Koppelman & David Levien & Emily Hornsby                       | 0,660 Mio.      |
| 56         | 8         | Kopenhagen                   | Copenhagen          | 5. Sep. 2021         | 13. Nov. 2021                         | Matthew McLoota | Adam R. Perlman                                                      | 0,192 Mio.      |
| 57         | 9         | Implosion                    | Implosion           | 12. Sep. 2021        | 13. Nov. 2021                         | Neil Burger     | Beth Schacter                                                        | 0,392 Mio.      |
| 58         | 10        | Freiheit                     | Liberty             | 19. Sep. 2021        | 13. Nov. 2021                         | Neil Burger     | Brian Koppelman & David Levien & Emily Hornsby                       | 0,318 Mio.      |
| 59         | 11        | Der Rauch des Sieges         | Victory Smoke       | 26. Sep. 2021        | 13. Nov. 2021                         | Dan Attias      | Adam R. Perlman                                                      | 0,331 Mio.      |
| 60         | 12        | No Direction Home            | No Direction Home   | 3. Okt. 2021         | 13. Nov. 2021                         | Dan Attias      | Brian Koppelman & David Levien                                       | 0,394 Mio.      |

## Staffel 6
Die Erstausstrahlung der sechsten Staffel begann am 23. Januar 2022 auf dem US-amerikanischen Kabelsender Showtime. Die deutschsprachige Erstausstrahlung begann am 6. April 2022 auf Sky Atlantic HD. Die letzte Folge lief erstmals am 11. Mai 2022 in deutschsprachiger Fassung bei Sky.
| Nr. (ges.) | Nr. (St.) | Deutscher Titel       | Originaltitel         | Erstausstrahlung USA | Deutschsprachige Erstausstrahlung (D) | Regie            | Drehbuch                                   | Zuschauer (USA) |
| ---------- | --------- | --------------------- | --------------------- | -------------------- | ------------------------------------- | ---------------- | ------------------------------------------ | --------------- |
| 61         | 1         | Kanonensalven         | Cannonade             | 23. Jan. 2022        | 6. Apr. 2022                          | Joshua Marston   | Brian Koppelman & David Levien             | 0,321 Mio.      |
| 62         | 2         | Lyin' Eyes            | Lyin' Eyes            | 30. Jan. 2022        | 6. Apr. 2022                          | Joshua Marston   | Emily Hornsby                              | 0,330 Mio.      |
| 63         | 3         | STD                   | STD                   | 6. Feb. 2022         | 13. Apr. 2022                         | Chloe Domont     | Theo Travers                               | 0,315 Mio.      |
| 64         | 4         | Die Cash-Burn-Rate    | Burn Rate             | 13. Feb. 2022        | 13. Apr. 2022                         | Chloe Domont     | Brian Koppelman David Levien Lio Sigerson  | 0,219 Mio.      |
| 65         | 5         | Augenmaß              | Rock of Eye           | 20. Feb. 2022        | 20. Apr. 2022                         | Tara Nicole Weyr | Eli Attie                                  | 0,374 Mio.      |
| 66         | 6         | Hostis Humani Generis | Hostis Humani Generis | 27. Feb. 2022        | 20. Apr. 2022                         | Tara Nicole Weyr | Beth Schacter                              | 0,338 Mio.      |
| 67         | 7         | Napoleon's Hut        | Napoleon's Hat        | 6. März 2022         | 27. Apr. 2022                         | Shaz Bennett     | Emily Hornsby                              | 0,374 Mio.      |
| 68         | 8         | The Big Ugly          | The Big Ugly          | 13. März 2021        | 27. Apr. 2022                         | Sylvain White    | Brian Koppelman David Levien Lio Sigerson  | 0,326 Mio.      |
| 69         | 9         | Hindenburg            | Hindenburg            | 20. März 2022        | 4. Mai 2022                           | Dan Attias       | Theo Travers                               | 0,310 Mio.      |
| 70         | 10        | Johnny Favorite       | Johnny Favorite       | 27. März 2022        | 4. Mai 2022                           | Adam Bernstein   | Beth Schacter Emily Hornsby                | 0,300 Mio.      |
| 71         | 11        | Nachfolge             | Succession            | 3. Apr. 2022         | 11. Mai 2022                          | Darren Grant     | Brian Koppelman David Levien Eli Attie     | 0,319 Mio.      |
| 72         | 12        | Kühllager             | Cold Storage          | 10. Okt. 2022        | 11. Mai 2022                          | Adam Bernstein   | Brian Koppelman David Levien Beth Schacter | 0,322 Mio.      |

## Staffel 7
Die Erstausstrahlung der finalen siebten Staffel läuft seit dem 13. August 2023 auf dem US-amerikanischen Kabelsender Showtime. Die deutschsprachige Erstausstrahlung begann am 12. August 2023 im Streaming-Angebot von Paramount+ und WOW. Die deutsche TV-Ausstrahlung erfolgt seit dem 5. Oktober 2023 bei Sky Atlantic.
| Nr. (ges.) | Nr. (St.) | Deutscher Titel                | Originaltitel                     | Erstausstrahlung USA | Deutschsprachige Erstausstrahlung (D) | Regie                   | Drehbuch                                   | Zuschauer (USA) |
| ---------- | --------- | ------------------------------ | --------------------------------- | -------------------- | ------------------------------------- | ----------------------- | ------------------------------------------ | --------------- |
| 73         | 1         | Tower of London                | Tower of London                   | 13. Aug. 2023        | 12. Aug. 2023                         | Darren Grant            | Brian Koppelman David Levien               | 0,226 Mio.      |
| 74         | 2         | Ursünde                        | Original Sin                      | 20. Aug. 2023        | 19. Aug. 2023                         | John Dahl               | Emily Hornsby                              | 0,186 Mio.      |
| 75         | 3         | Winston Dick Energy            | Winston Dick Energy               | 27. Aug. 2023        | 26. Aug. 2023                         | Darren Grant            | Mae Smith                                  | 0,234 Mio.      |
| 76         | 4         | Hurrikan Rosie                 | Hurricane Rosie                   | 3. Sept. 2023        | 2. Sept. 2023                         | John Dahl               | Lio Sigerson                               | 0,205 Mio.      |
| 77         | 5         | Der Archipel Gulag             | The Gulag Archipelago             | 10. Sept. 2023       | 9. Sept. 2023                         | Naomi Geraghty          | Amadou Diallo                              | 0,184 Mio.      |
| 78         | 6         | Der Mann im olivgrünen T-Shirt | The Man in the Olive Drab T-Shirt | 17. Sept. 2023       | 16. Sept. 2023                        | Shaz Bennett            | Eli Attie                                  | 0,275 Mio.      |
| 79         | 7         | Zulassungsstelle               | DMV                               | 24. Sept. 2023       | 23. Sept. 2023                        | Rose Beth Johnson-Brown | Brian Koppelman David Levien               | 0,247 Mio.      |
| 80         | 8         | Die Eule                       | The Owl                           | 1. Okt. 2023         | 30. Sept. 2023                        | Daniel Gray Longino     | Aiyana Kim White                           | N.N.            |
| 81         | 9         | Game Theory Optimal            | Game Theory Optimal               | 8. Okt. 2023         | 7. Okt. 2023                          | Shaz Bennett            | Beth Schacter                              | 0,201 Mio.      |
| 82         | 10        | Enemies List                   | Enemies List                      | 15. Okt. 2023        | 14. Okt. 2023                         | Daniel Gray Longino     | Eli Attie                                  | 0,196 Mio.      |
| 83         | 11        | Axe Global                     | Axe Global                        | 22. Okt. 2023        | 21. Okt. 2023                         | Sylvain White           | Brian Koppelman David Levien Beth Schacter | 0,249 Mio.      |
| 84         | 12        | Admirals Fund                  | Admirals Fund                     | 29. Okt. 2023        | 28. Okt. 2023                         | Neil Burger             | Brian Koppelman David Levien               | 0,251 Mio.      |